# Robert Bourassa

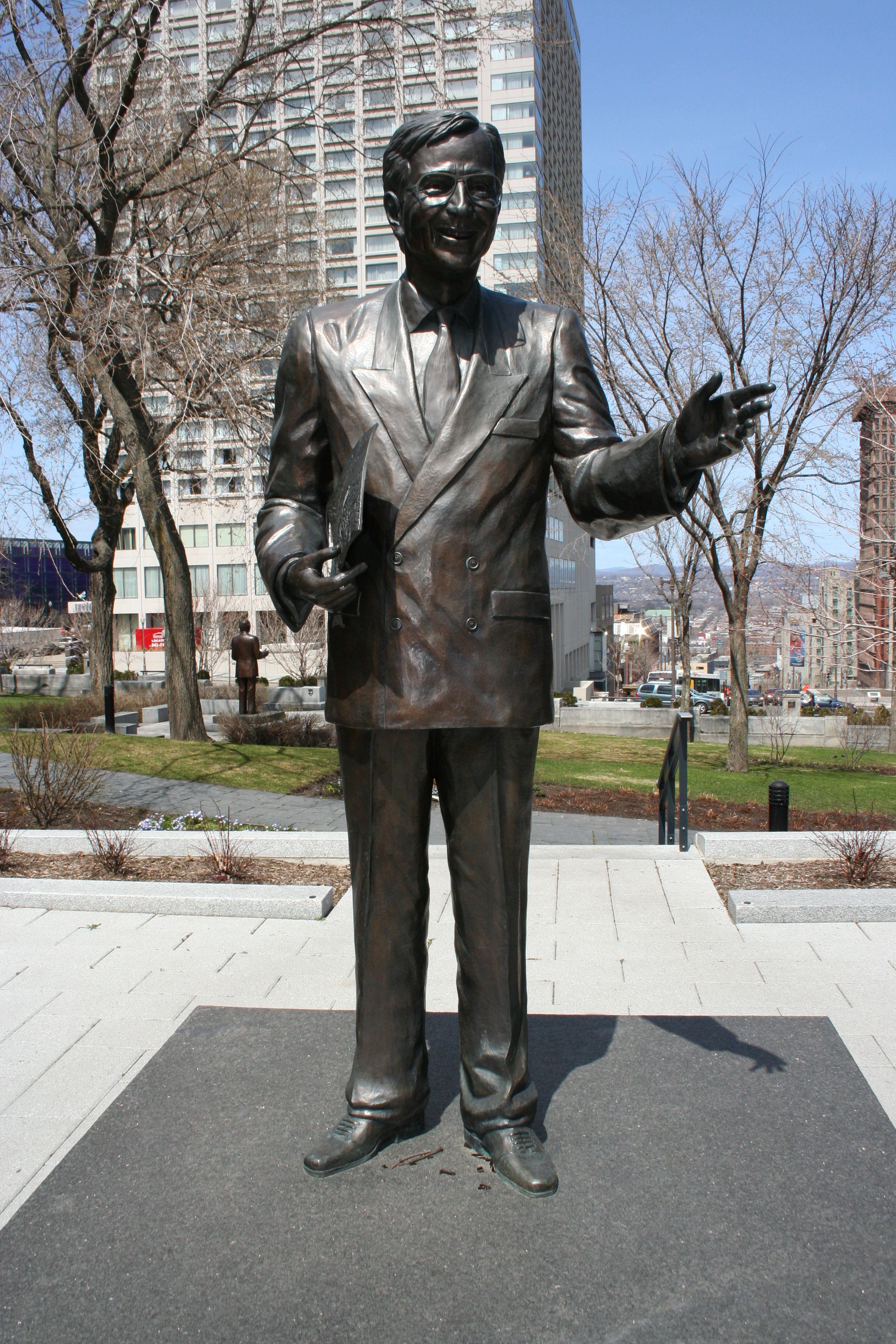
Pomnik Roberta Bourassy

Robert Bourassa (ur. 14 lipca 1933 w Montrealu, zm. 2 października 1996 tamże) – kanadyjski polityk, dwukrotny premier prowincji Quebec z ramienia Liberalnej Partii Quebecu.

## Życiorys
Nie był bezpośrednio spokrewniony ze znanym frankofońskim działaczem nacjonalistycznym Henrim Bourassa. Najpierw studiował na Uniwersytecie w Montrealu, który ukończył z wyróżnieniem, nagrodzony medalem gubernatora generalnego. Studia kontynuował w Oxfordzie (ekonomia i nauki polityczne) oraz w Harvardzie (prawo podatkowe i finansowe). Objął profesurę ekonomii Uniwersytetu w Ottawie, a potem także w Laval i Montrealu. Był doradcą finansowym i podatkowym rządu federalnego.
Do parlamentu wybrany po raz pierwszy w 1966. W 1970 został liderem Liberalnej Partii Quebecu i poprowadził ją do zwycięskich wyborów do Zgromadzenia Narodowego Quebecu zostając premierem rządu prowincjonalnego. Obejmując urząd miał 37 i lat przeszedł do historii jako najmłodszy premier Quebecu. Jednocześnie dzierżył tekę ministerstwa finansów, a później stosunków międzyrządowych. Po kompletnej przegranej wyborów w 1976 zrzekł się przewodniczenia partii i wycofał się z życia politycznego. Pomiędzy 1976 a 1983 pracował jako profesor wizytujący w szeregu prestiżowych instytucjach naukowych w Europie i Ameryce Północnej. W 1983 niespodziewanie powrócił do polityki. Tego roku odzyskał kontrolę nad partią liberalną i poprowadził ją do tym razem zwycięskich wyborów w 1985 ponownie zostając premierem. Fotel premiera utrzymał aż do 1995, do przegranej wyborczej. Zmarł na raka 2 października 1996 w Montrealu.
Rządy Bourassy przypadły na burzliwy okres rozwoju separatyzmu w Quebecu. Grał on kluczowa rolę w kryzysie październikowym, kiedy to aktywnie naciskał premiera Kanady Pierre Trudeau do wprowadzenia stanu wyjątkowego w prowincji. Ogłoszony przez terrorystów za wroga numer jeden, praktycznie nie opuszczał swego gabinetu przez wiele tygodni. Fakt ścisłej współpracy z rządem federalnym w czasie kryzysu nie oznacza, że stosunki pomiędzy prowincją a Ottawa układały się dobrze. Bourossa, będąc frankofońskim nacjonalistą (umiarkowanym wprawdzie), uparcie walczył o powiększenie autonomii prowincji. Nie będąc separatystą, nie dążył jednak do pełnej suwerenności. W czasie pierwszego okresu jako premier prowincji zdecydowanie stawiał na „nie” w referendum nad suwerennością. W tym czasie wzmocnił także pozycję języka francuskiego w prowincji (Ustawa 22). W czasie drugiego premierowania bronił zaskarżonej do sądu nadzwyczajnego, wprowadzonej przez partię Quebecu, karty praw języka francuskiego w Quebecu. Gdy sąd najwyższy uznał tę ustawę za niekonstytucyjną, zdołał wymóc przeprowadzenie odpowiednich zmian w Kanadyjskiej Karcie Praw i Swobód tak, by daleko idące przywileje języka francuskiego w prowincji zostały zachowane. W czasie swego drugiego premierostwa pracował nad poszerzeniem autonomii prowincji starając się uzyskać dla niej status „wydzielonego społeczeństwa”. Starania te doprowadziły do zawarcia porozumień konstytucyjnych z Meech lake i z Charlottetown. Fiasko ratyfikacji porozumień doprowadziło do dramatycznego wzrostu tendencji separatystycznych w Quebecu, a w konsekwencji do klęski wyborczej liberałów i kolejnego referendum.
W polityce gospodarczej zachował zdobycze cichej rewolucji. Szczególnie zainteresowany był rozwojem północnych rejonów prowincji. Brał aktywny udział w projekcie wykorzystania energetycznego regionu Zatoki Jamesa. Po przegranej wyborczej ostatecznie przeszedł na polityczną emeryturę. Zmarł dwa lata później.

## Publikacje
- Bourassa/Québec (1970)
- La Baie James (1973)
- Deux fois la Baie James (1981)
- L'Énergie du Nord: la force du Québec (1985)
- Le Défi technologique (1985)